# Komoran
Komolom ou a ilha de Komoran é uma ilha ao sul da ilha de Yos Sudarso, muito maior, e localizada perto da costa sul da ilha de Nova Guiné, na província de Papua Meridional, na Indonésia. Sua área é de 695 km². A ilha plana é principalmente coberta por vegetação tropical e é atravessada por muitos pequenos riachos.
Komoran tinha 554 habitantes em 2010. A densidade populacional é inferior a um habitante por km2 . A única vila é Komolom (anteriormente Mombum) que fica a leste da costa sul.
A área das ilhas Komoran é principalmente coberta por pântanos. O clima das ilhas Komoran é um clima de savana com uma temperatura média de 22°C. O mês mais quente é dezembro com uma temperatura média de 24°C, e junho o mês mais frio, com temperaturas em torno de 20°C. A precipitação média é de 2.036 milímetros por ano. O mês mais chuvoso é maio, com 520 milímetros de chuva, e o mais seco é setembro, com 5 milímetros de chuva.
As seguintes características naturais estão localizadas ao redor da ilha de Komoran:
- Ilha Baika
- Ilha Malatar
- Ilha de Miwar
- Ilha de Paimit
- Tamaras
- Rio dos Crocodilos
- Rio Wappau
- Rio Wilangi
- Rio Wilku